# Betty Furness
Pour les articles homonymes, voir Furness (homonymie).
Elizabeth Mary « Betty » Furness, née le 3 janvier 1916 à New York (État de New York), ville où elle est morte le 2 avril 1994, est une actrice américaine.

## Biographie

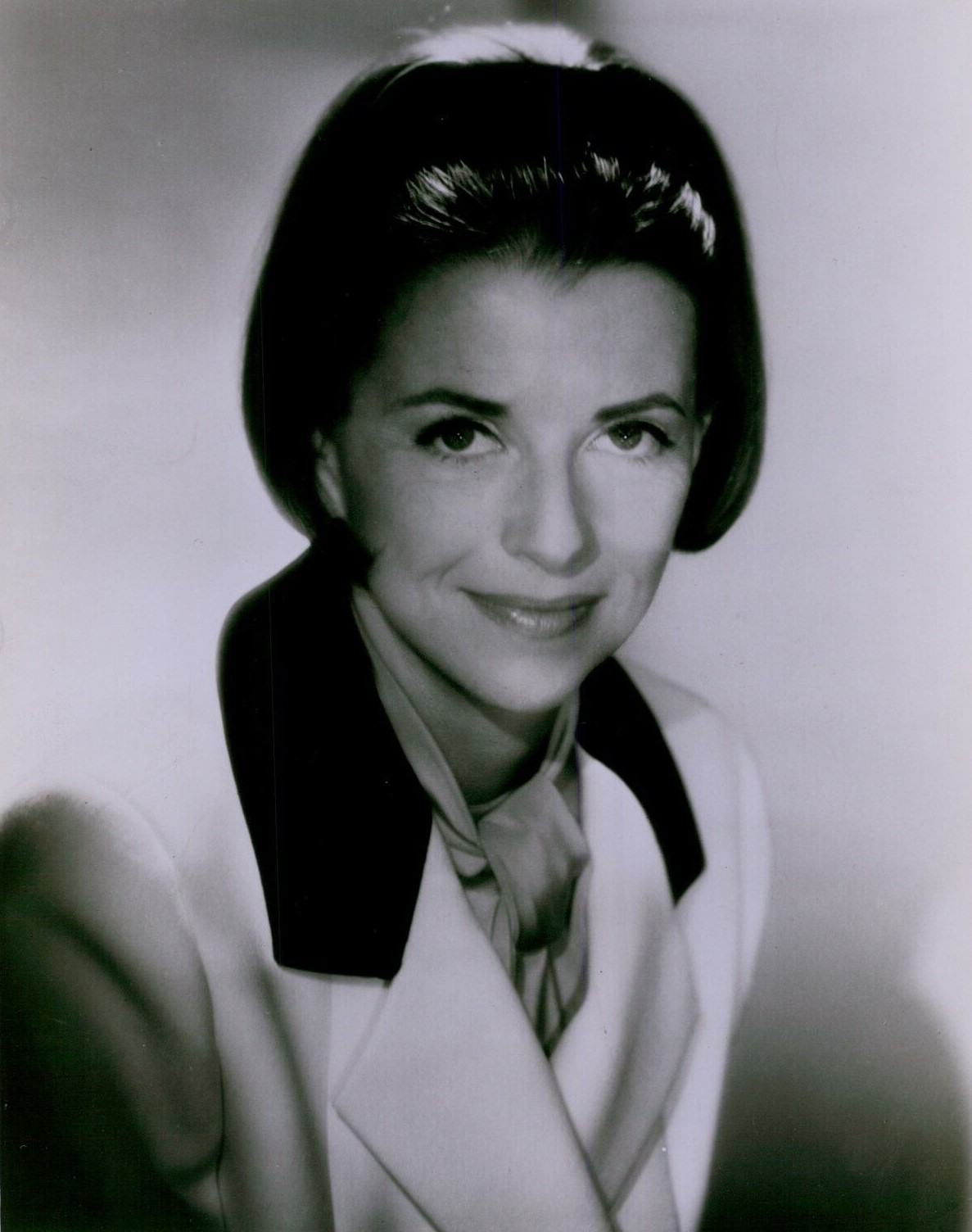
Photographiée en 1967.

D'abord actrice, Betty Furness contribue à trente-huit films américains sortis entre 1932 et 1939, dont Une méchante femme de Charles Brabin (1934, avec Mady Christians et Jean Parker), Le Secret magnifique de John M. Stahl (1935, avec Irene Dunne et Robert Taylor) et Sur les ailes de la danse de George Stevens (1936, avec Fred Astaire et Ginger Rogers).
À la télévision américaine, elle joue dans neuf séries entre 1949 et 1966, dont Studio One (deux épisodes, 1949-1957) et Climax! (deux épisodes, 1955-1958).
Après son retrait de l'écran comme actrice, Betty Furness devient commentatrice de l'actualité et conseillère spécialisée en droit de la consommation, notamment auprès du président Lyndon B. Johnson (1967-1969) et de la Ville de New York. À ces titres, elle apparaît à la télévision dans de nombreuses séries ou émissions de 1950 à 1989, ainsi que dans un film sorti en 1952.
Au théâtre, elle joue notamment à Broadway dans deux pièces en 1941, My Fair Ladies d'Arthur L. Jarrett et Marcel Klauber (avec Vincent Donehue et Celeste Holm) et Mr. Big de George S. Kaufman (avec Hume Cronyn et Fay Wray).
Pour ses contributions au cinéma et à la télévision, deux étoiles lui sont dédiées en 1960 sur le Hollywood Walk of Fame. 
Morte dans sa ville natale en 1994, à 78 ans, Betty Furness est inhumée au cimetière de Ferncliff à Greenburgh (État de New York).

## Filmographie partielle

### Cinéma

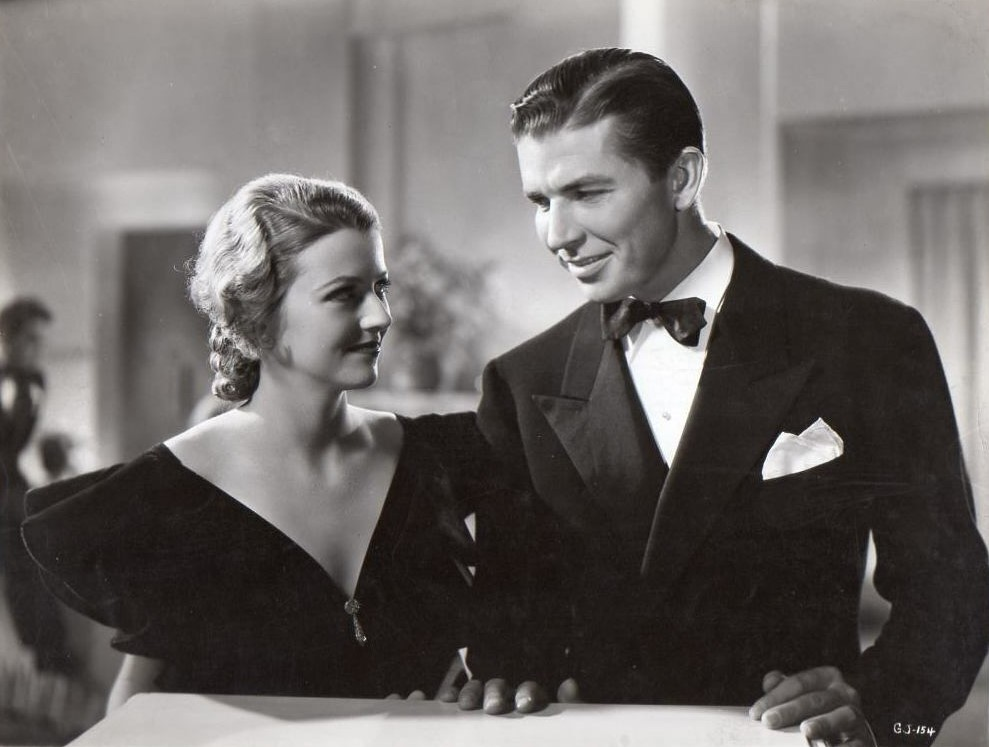
Avec Bruce Cabot, dans Le Fascinateur (1933).

- 1933 : Midshipman Jack de Christy Cabanne
- 1933 : Carioca (Flying Down to Rio) de Thornton Freeland : une amie de Belinha
- 1933 : Le Fascinateur (The Great Jasper) de J. Walter Ruben : Sylvia Bradfield
- 1934 : Beggars in Ermine de Phil Rosen : Joyce Dawson
- 1934 : Le Calvaire de Flora Winters (The Life of Vergie Winters) d'Alfred Santell
- 1934 : Une méchante femme (A Wicked Woman) de Charles Brabin : Yancey
- 1935 : L'Ombre du doute (Shadow of Doubt) de George B. Seitz : Lisa Bellwood
- 1935 : Le Secret magnifique (Magnificent Obsession) de John M. Stahl : Joyce Hudson
- 1936 : Sur les ailes de la danse (Swing Time) de George Stevens : Margaret Watson
- 1936 : The President's Mystery de Phil Rosen
- 1937 : Un vieux gredin (The Good Old Soak) de J. Walter Ruben

### Télévision
(séries)
- 1949 : The Philco Television Playhouse, saison 1, épisode 44 Pretty Little Parlor : elle-même
- 1949-1957 : Studio One
  - Saison 1, épisode 16 La Rencontre (Boy Meets Girl, 1949) : elle-même
  - Saison 9, épisode 31 Babe in the Woods (1957) : Coral, princesse Livitski
- 1955-1958 : Climax!
  - Saison 2, épisode 3 Silent Decision (1955) de John Frankenheimer : Beth Jaynes
  - Saison 4, épisode 20 The Thief with the Big Blue Eyes (1958) : Ann Kilgore

## Théâtre à Broadway (intégrale)
- 1941 : My Fair Laidies d'Arthur L. Jarrett et Marcel Klauber : Lady Palfrey-Stuart
- 1941 : Mr. Big de (et produite par) George S. Kaufman : Amy